# Gamal Hamza
Gamal Hamza (in arabo جمال حمزة‎?; Il Cairo, 5 dicembre 1981) è un ex calciatore egiziano, di ruolo attaccante.

## Carriera

### Club
Ha giocato nel campionato egiziano, vincendolo 3 volte, in quello iracheno e georgiano.

### Nazionale
Con la maglia della Nazionale egiziana ha collezionato 16 presenze in sei anni di militanza.

## Palmarès

### Club

#### Competizioni nazionali
- Campionato egiziano: 3

Zamalek: 2000-01, 2002-03, 2003-04
- Coppa d'Egitto: 1

Zamalek: 1998-99
- Supercoppa d'Egitto: 1

Zamalek: 2001